# Val Sursette
La Val Sursette (in tedesco Oberhalbstein, in romancio Surses) si trova in Svizzera nel Canton Grigioni. È la valle percorsa dal torrente Giulia, affluente dell'Albula.

## Caratteristiche
La valle inizia a Tiefencastel dove il torrente Giulia confluisce nell'Albula. La valle sale in direzione sud fino ad arrivare a Bivio. Qui la valle si ramifica in due parti principali verso il Passo del Settimo e verso il Passo del Giulia.
Dal punto di vista orografico la valle separa le Alpi del Platta dalle Alpi dell'Albula.
Il lago principale della valle è il Lago di Marmorera, lago artificiale formato dalle acque del torrente Giulia.
La valle è interamente compresa nel Parco Ela.

## Monti

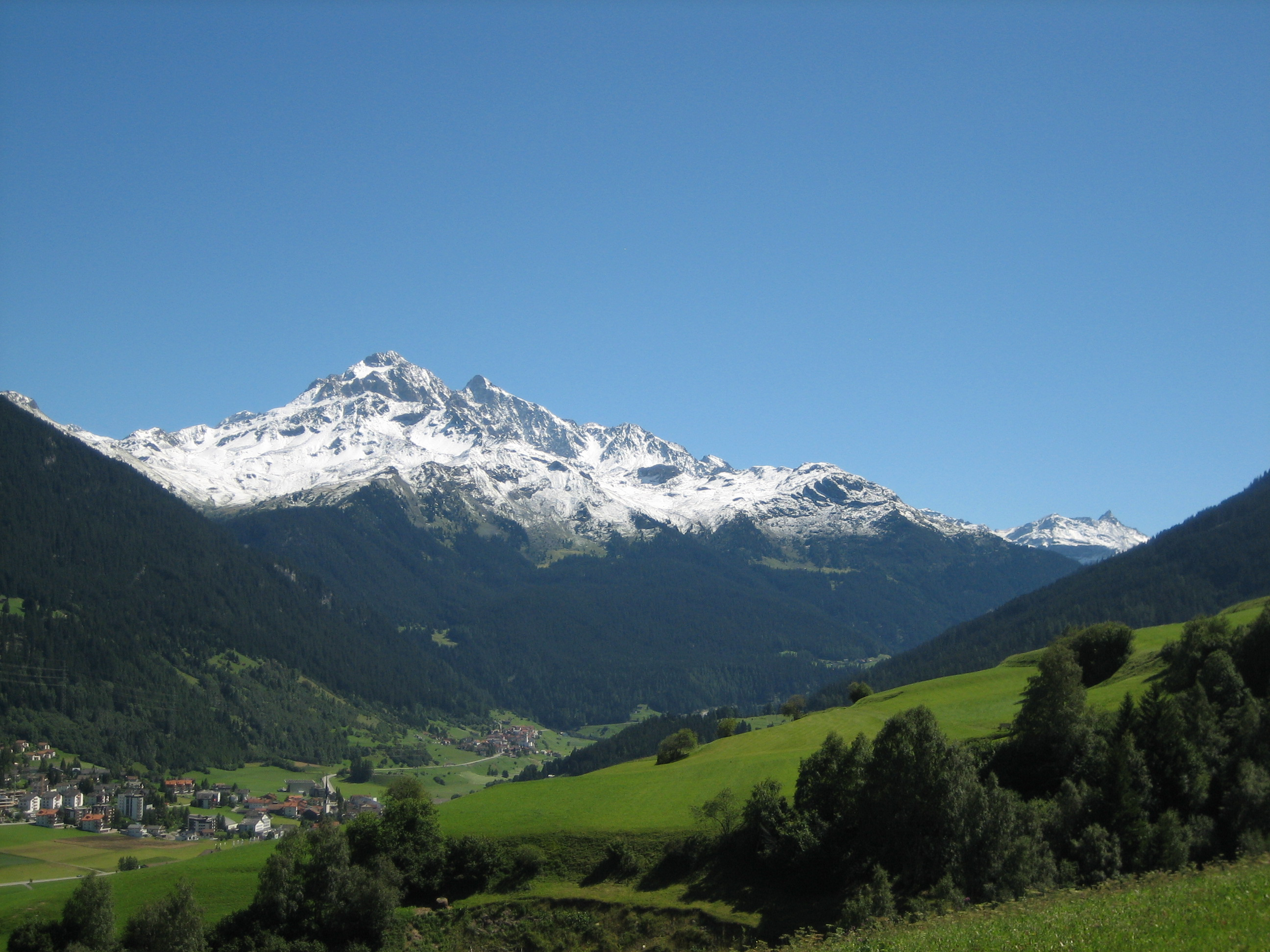
Il Piz Calderas ed il Piz d'Err visti dalla valle.

I monti principali che contornano la valle sono:
- Piz Calderas - 3.397 m
- Piz Platta - 3.392 m
- Piz d'Err - 3.378 m
- Piz Forbesch - 3.262 m
- Piz Arblatsch - 3.207 m
- Mazzaspitz - 3.164 m
- Piz Curvér - 2.972 m

## Località della valle
La valle appartiene alla Regione Albula ed compresa nel comune di Surses.
Risalendo la valle da nord verso sud, le località che si incontrano sono:
- Salouf
- Riom
- Parsonz
- Cunter
- Savognin
- Tinizong
- Rona
- Mulegns
- Sur
- Marmorera
- Bivio